# Georgskirche (Erfurt)

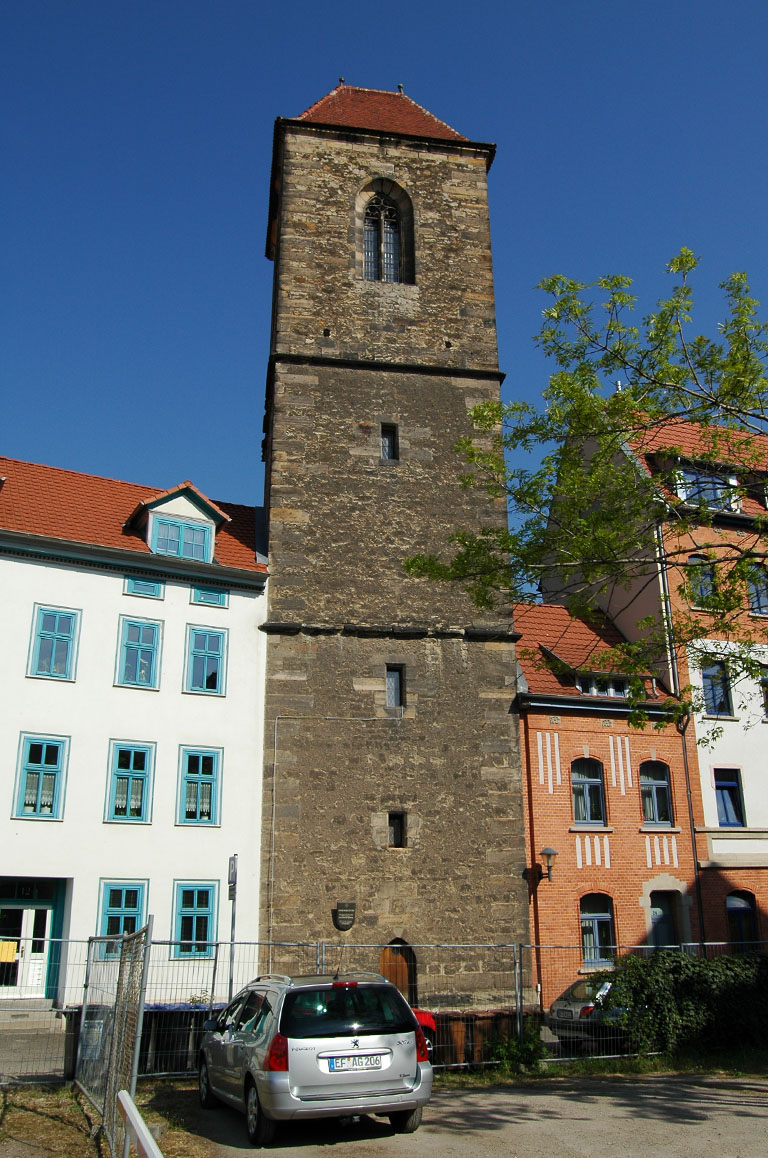
Der Georgsturm

Die Georgskirche war eine Kirche in der Altstadt von Erfurt, gelegen im Andreasviertel. Heute ist nur noch ihr Kirchturm, der Georgsturm erhalten.

## Geschichte
Die Georgsgemeinde wurde 1066 erstmals urkundlich erwähnt. 1132 stiftete Widelo, ein Ministerialer des Mainzer Erzbischofs Adalbert den Kirchenbau. Der Turm wurde zwischen 1380 und 1426 errichtet. Nach der Reformation 1525 wurde die Georgskirche evangelisch und nur noch für Trauergottesdienste genutzt. 1619 wurde sie profaniert und diente als Schulgebäude, bevor sie 1632 von den Schweden abgetragen wurde, um Baumaterial für die Stadtbefestigung zu gewinnen. Erhalten blieb dabei nur der Turm.